# Славчо Абазов
Славчо (Славко) Анастасов Абазов е български революционер, кратовски войвода на Вътрешната македоно-одринска революционна организация.

## Биография

### Във ВМОРО
Абазови са от Горно Градче, откъдето Митре се преселва в Зеленград, където се занимава с животновъдство и търговия с дървен материал. В началото на 80-те години на XIX век Кръстьо Митрев Абазов се мести в Злетово. Синът му Анастас Абазов наследява търговията с дървен материал, забогатява и се занимава и с революционна дейност.
Славчо Абазов е роден на 9 март 1883 година в Злетово и е единствен син на Анастас и Парашкева Арсова Абазова. Воденичарят Лазо Якимов, човек на войводата Атанас Бабата в Злетово, го привлича във ВМОРО. Учи в Скопското българско педагогическо училище, където е съученик с Тодор Александров, завършил в 1898 г. и като учител в Кочани станал революционен ръководител на района. След завършването си е активен член на ВМОРО и още в 1901 година оглавява злетовския комитет. Абазов направлява създаването на четите и подпомага дейността на районния войвода Атанас Бабата. Злетово и Лесново се превръщат във важни пунктове за съхраняване на идващото от България оръжие.
След Солунските атентати през април 1903 година, на 24 май Славчо Абазов е арестуван от властите заедно с баща си Анастас Абазов, заради революционната си дейност. Баща му е освободен, но Славчо, „българин, православен“, е признат за виновен по обвинението по член № 63 от Наказателния кодекс в „подготвяне и осигуряване подслон и храна на българските бунтовнически разбойници, проявена активност в събирането на пари от населението и пренасяне и доставяне на оръжия, муниции и други бойни средства“. Осъден е на три години и лежи в Скопския затвор Куршумли хан заедно с Тодор Александров.
След освобождаването си през април 1904 година при общата амнистия, Абазов се прибира в Злетово, където революционната организация е разсипана – четите са силно пострадали, много хора забягват в Свободна България, а в района се появява сръбската въоръжена пропаганда. Постепенно в 1904 година Мише Развигоров, Константин Нунков, Атанас Бабата и Боби Стойчев нанасят няколко удара на сръбската пропаганда и стабилизират организацията. От 2 до 7 януари 1905 година Абазов е делегат на Скопския окръжен конгрес в Кнежево, приел мерки за борба със сърбоманията.
Скоро след конгреса Абазов излиза в нелегалност и действа като войвода на чета в Кратовско, Щипско, Кочанско и Паланечко. Абазов навлиза с чета от Кюстендил в Македония през октомври 1906 г., вероятно във връзка с приетата на Втория редовен конгрес на Скопския революционен окръг програма за борба със сръбската въоръжена пропаганда.
На Кюстендилския конгрес на ВМОРО през март 1908 година шефът на Кюстендилския пограничен пункт на ВМОРО Аце Дорев е избран за член на Задгранично представителство на ВМОРО и постът в Кюстендил е поверен на Славчо Абазов, който го поема още същия месец заедно с помощника си Георги Гочев. Основна задача на Абазов в Кюстендил е въоръжаването, снаражаването и изпращането на чети през границата, тъй като градът е основен пункт – от 1903 до 1908 година през него са преминали 162 чети. Абазов поддържа близка кореспонденция със задграничния представител Христо Матов.
След Младотурската революция в 1908 година, Кюстендилският пункт прекратява дейността си и Абазов напуска града и се легализира в Злетово. Скоро с изпаряването на хуриета е отново принуден да се установи в България, като периодично се връща в Злетово.

### Войните
| Чети № 33 на МОО с командир Славчо Абазов (Дончо Ангелов) | Чети № 33 на МОО с командир Славчо Абазов (Дончо Ангелов) | Чети № 33 на МОО с командир Славчо Абазов (Дончо Ангелов) | Чети № 33 на МОО с командир Славчо Абазов (Дончо Ангелов) | Чети № 33 на МОО с командир Славчо Абазов (Дончо Ангелов) | Чети № 33 на МОО с командир Славчо Абазов (Дончо Ангелов) |
| Номер                                                     | Име                                                       | Години                                                    | Околия                                                    | Селище                                                    | Бележка                                                   |
| --------------------------------------------------------- | --------------------------------------------------------- | --------------------------------------------------------- | --------------------------------------------------------- | --------------------------------------------------------- | --------------------------------------------------------- |
|                                                           | Алекси Ефремов Кокораманов                                | 37                                                        | Кратовско                                                 | Кратово                                                   |                                                           |
|                                                           | Алекси Якимов Трекаков                                    | 27                                                        | Кратовско                                                 | Кратово                                                   |                                                           |
|                                                           | Ванче Димитров                                            | 23                                                        | Кратовско                                                 | Кратово                                                   |                                                           |
|                                                           | Ванче Николов                                             | 22                                                        | Кратовско                                                 | Кратово                                                   |                                                           |
|                                                           | Ванче Спасов                                              | 34 – 35                                                   | Кратовско                                                 | Кратово                                                   |                                                           |
|                                                           | Гавраил (Гаврил) Арсенов                                  | 22 (25, 26)                                               | Кратовско                                                 | Лесново                                                   |                                                           |
|                                                           | Гаврил Донев                                              | 30                                                        | Кратовско                                                 | Сакулица                                                  |                                                           |
|                                                           | Георги Илиев                                              | 30                                                        | Кратовско                                                 | Кратово                                                   | орден „За храброст“ IV степен                             |
|                                                           | Георги Петров                                             | 30                                                        | Кратовско                                                 | Кратово                                                   |                                                           |
|                                                           | Григор Георгиев                                           | 23                                                        | Кратовско                                                 | Бучище                                                    | орден „За храброст“ IV степен                             |
|                                                           | Григор Нанев                                              | 25                                                        | Кратовско                                                 | Горни Стубол                                              | орден „За храброст“ IV степен                             |
|                                                           | Григор Павлев                                             | 22                                                        | Кратовско                                                 | Пробищип                                                  |                                                           |
|                                                           | Димитър Атанасов                                          |                                                           | Кратовско                                                 | Опила                                                     | бронзов медал                                             |
|                                                           | Ефрем Йосифов                                             | 28 – 32                                                   | Кратовско                                                 | Петършино                                                 |                                                           |
|                                                           | Зао Велков                                                |                                                           | Кратовско                                                 | Койково                                                   |                                                           |
|                                                           | Иван Радев                                                | 30                                                        | Щипско                                                    | Щип                                                       |                                                           |
|                                                           | Игнат Мангъров                                            | 22                                                        | Кратовско                                                 | Кратово                                                   |                                                           |
|                                                           | Илия Василев                                              | 30                                                        | Кратовско                                                 | Петършино                                                 |                                                           |
|                                                           | Йордан Тачев                                              | 29                                                        | Кратовско                                                 | Злетово                                                   |                                                           |
|                                                           | Йордан Шияков                                             | 42                                                        | Прилепско                                                 | Прилеп                                                    |                                                           |
|                                                           | Коле Досев Попов                                          | 36                                                        | Кратовско                                                 | Лесново                                                   |                                                           |
|                                                           | Коце Лазаров                                              | 32 – 35                                                   | Кратовско                                                 | Глобица                                                   |                                                           |
|                                                           | Коце Стоянов                                              | 30                                                        | Кратовско                                                 | Кратово                                                   |                                                           |
|                                                           | Лазко Колев                                               | 38                                                        | Кратовско                                                 | Пробищип                                                  |                                                           |
|                                                           | Мано Иванов                                               | 29                                                        | Кратовско                                                 | Кратово                                                   |                                                           |
|                                                           | Масо Миладинов                                            |                                                           | Щипско                                                    | Неманици                                                  |                                                           |
|                                                           | Мите Делов                                                |                                                           | Кратовско                                                 | Койково                                                   |                                                           |
|                                                           | Мите Опилски                                              | 25                                                        | Кратовско                                                 | Опила                                                     |                                                           |
|                                                           | Мито Илиев Вучков                                         |                                                           | Кратовско                                                 | Лесново                                                   | починал от холера                                         |
|                                                           | Михаил Илиев                                              | 27                                                        | Кратовско                                                 | Кратово                                                   |                                                           |
|                                                           | Моме (Моне, Монко) Арсов                                  | 25 – 26                                                   | Щипско                                                    | Щип                                                       | бронзов медал                                             |
|                                                           | Ной Димитров                                              | 34                                                        | Кратовско                                                 | Зеленград                                                 |                                                           |
|                                                           | Павел (Павле) Георгиев                                    | 21                                                        | Кратовско                                                 | Кратово                                                   |                                                           |
|                                                           | Пане Тасев                                                | 28                                                        | Кратовско                                                 | Марчино                                                   |                                                           |
|                                                           | Пано Кральов (Кралов)                                     | 28                                                        | Кратовско                                                 | Неокази                                                   |                                                           |
|                                                           | Сане Попиванов                                            | 35                                                        | Кратовско                                                 | Лесново                                                   |                                                           |
|                                                           | Серафим Трайков                                           |                                                           | Паланечко                                                 | Ветуница                                                  |                                                           |
|                                                           | Славе (Славейко, Славко) Попефремов                       | 28 – 29                                                   | Щипско                                                    | Щип                                                       |                                                           |
|                                                           | Стефан Солтиров                                           | 35                                                        | Кратовско                                                 | Злетово                                                   |                                                           |
|                                                           | Стойко Ангелов                                            |                                                           | Кратовско                                                 | Кетеново                                                  | бронзов медал                                             |
|                                                           | Стоян Давидков                                            | 45                                                        | Кратовско                                                 | Пробищип                                                  | освободен от медицинска комисия                           |
|                                                           | Стоян Йосифов                                             | 29 – 35                                                   | Кратовско                                                 | Долни Стубол                                              |                                                           |
|                                                           | Стоян Неделков                                            |                                                           | Кратовско                                                 | Емирица                                                   |                                                           |
|                                                           | Тодор Саздов                                              | 30                                                        | Пробищипско                                               | Горни Стубол                                              |                                                           |
|                                                           | Тодос Хаджията                                            | 50                                                        | Кратовско                                                 | Емирица                                                   |                                                           |
|                                                           | Филип Павлев                                              | 21                                                        | Кратовско                                                 | Бучище                                                    |                                                           |
|                                                           | Цане Миладинов                                            | 38                                                        | Кратовско                                                 | Барбарево                                                 |                                                           |

При избухването на Балканската война в 1912 година Абазов става войвода на чета № 33 на Македоно-одринското опълчение (Кратовската чета), сформирана за един ден. Четата е в състав от 33 души, като по-голямата част от въоръжението и снаряжението на четата е доставено от Абазов. Четата на Абазов преминава границата на 5 октомври с първите чети. Заедно с четата на Стоян Мишев и Георги Гочев се сражава при влашките колиби Кормина, югозападно от Султан тепе, разпръсва турски конен разезд, който отстъпва и всява паника сред турското население в района, което на 6 октомври напуска селата си и започва да опожарява българските села по Злетовската река. На 9 октомври 1912 година четата на Абазов заедно с 300 души българска милиция освобождава Кратово и го предава по последвалия я сръбски 14-и полк. 14-и полк тръгва за село Крилатица, а четата на Абазов и милицията заемат Черни връх и спират настъпващите откъм Овче поле османски войски. На 11 на Черни връх са четите на Абазов, Дончо Ангелов, Тодор Оровчанов, Спиро Дильов и Петър Лесев с милиция, подкрепени от части от Тимошката дивизия и на 12 октомври преди пладне турците отстъпват като губят две батареи и припаси. В Злетово Абазов залавя Маариф ходжа от Кратово, известен като злодей и го убива над града. Четниците му започват преследване на провинили се турци.
На 16 ноември 1912 година старши районният войвода Славчо Абазов изпраща до щаба на Македоно-одринското опълчение в София един от първите документи, описващи вражеското отношение на сръбската войска спрямо местното българско население. Абазов описва различни злодейства, извършени от сърбите – терор над мирното население, арести на по-видните българи, налагане на глоби, грабежи и безнравствено поведение. На 30 декември 1912 г. Абазов изпраща подробно писмо до българския министър-председател Иван Гешов, в което заявява, че сърбите са окупатори. Кратовската чета действа заедно с четата на Стамен Темелков в Радовишко. По-късно заедно с Дончо Ангелов и Еротей Николов е начело на Кратовско-Пиянечката чета.
При реорганизацията на партизанските чети в началото на 1913 година в Тракия четниците от Македония са прехвърлени в Кешан и Малгара в Тракия. Войводата Славчо Абазов е зачислен към нестроевата рота на 15-а щипска дружина, като на 18 март е назначен за завеждащ прехраната на дружината. На 10 март новосформираната дружина от Айнарджик заминава за село Авдин и влиза в състава на Трета бригада на Четвърта българска армия, като участва в охраната на брега на Мраморно море. На 19 април на цялото опълчение е заповядано да се прехвърли в Македония. На 1 май на Абазов е заповядано с още 200 души войводи и четници да замине на 9 май за Македония, за да се устроят разузнавателни пунктове и да се оформят малки разузнавателни чети, които да действат на териториите заети от сръбски и гръцки части. Абазов поема ръководството на Кочанския разузнавателен пункт.
На 5 юни край Злетово Абазов с един свой четник и един български войник предизвикват престрелка със сръбски войници, която завършва със седем убити сърби. Престрелки в Злетовско има и на 9, 11, 13 и 14 юни. Абазов продължава да изпълнява функциите ръководител на разузнаването в Кочани.
При избухването на Междусъюзническата война на 16 юни 1913 година, Абазов с Кратовската партизанска рота заедно с частите на 7-а рилска дивизия влиза в Злетово и отстъпва с тях след падането на града на 21 юни.
За участието си в двете войни Абазов е награден с орден „За военна заслуга“ VI степен и военен кръст „За храброст“ IV степен. Уволнен е с цялото Опълчение на 10 август 1913 година.
След войните Абазов се установява в присъединения към България Гюмюрджина и започва търговия с тютюн.
По време на Първата световна война е фелдфебел в 59-и пехотен полк на 11-а дивизия. След успешното настъпление срещу Сърбия от края на 1915 година, полкът на Абазов заема позиции в близост до Валовища, Егейска Македония. На 13 март 1918 година Абазов се жени в София втори път за велешанката Кръстина Лазарова Печкова. На 28 юли 1918 г. министърът на вътрешните работи и народното здраве Васил Радославов назначава Славчо Абазов за член на Окръжната постоянна комисия в Куманово, Абазов напуска 59-и полк и в началото на август пристига в Куманово и поема новото си назначение. В кметството в Куманово Абазов отговаря за задачите на Дирекция стопански грижи и обществена предвидливост, ръководена от Александър Протогеров, и полага много грижи за осигуряване на прехраната на населението.

### След войните
След окупирането на Вардарска Македония от Сърбия след края на войната, Абазов започва да се занимава с производство на безалкохолни напитки и става председател е на Управителния съвет на кооперация „Безалкохол“. Абазов е съучредител на Македонската кооперативна банка през 1925 година.
Включва се в дейността на македонските емигрантски организации и е член на Кратовското благотворително братство „Йосиф Даскалов“ в София. След разкола в македонското освободително движение Абазов работи за преодоляване на различията и заедно с Павел Шатев е избран за делегат от Кратовското братство на Обединителния конгрес през януари 1923 година. На 4 ноември 1923 година Абазов участва в работата на Втория национален съвет на македонските братства.
Участва в основаването на Илинденската организация и в началото на декември 1921 година заедно с Георги Занков, Александър Евтимов и Георги Попхристов е избран в нейния Управителен съвет. На 9 декември 1921 година Абазов е избран за пръв касиер на организацията. На Учредителния конгрес на организацията през януари 1923 година заедно с Борис Стрезов, Георги Попхристов, Марко Иванов и Георги Занков е избран в Ръководното тяло. При кореспонденцията си с ВМРО използва псевдонима Адлер. На 7 май 1923 г. правителството на Стамболийски издава специална Наредба за разпускането на македонските организации в България, включително всички подразделения на Илинденската организация в цялата страна и се спира издаването на техните печатни издания. Абазов е издирван от полицията и принуден да се укрива в различни квартири. На 20 април 1924 г. в брой № 2 на „20 юли“ Ръководното тяло на Илинденската организация в състав Занков, Иванов, Ляпчев, Евтимов, Иван Москов и Абазов публикува противоречивия левичарски Меморандум срещу пагубната според тех за македонската кауза политика на правителството на Александър Цанков. Въпреки това самият Абазов по-скоро подкрепя десницата в революционното движение и поддържа приятелски връзки с Тодор Александров. Именно поради това след убийството на Александров и разгрома на левицата в Горноджумайските събития и в частност на ръководството на Илинденската организация, Абазов запазва поста си. На Втория конгрес на Организацията на 26 юли 1925 година е избрано Ръководно тяло в състав Димитър Иванов, Лазар Томов, Славчо Абазов, Александър Евтимов и Марко Иванов.
Славчо Абазов умира от ангина пекторис на 7 февруари 1928 година в София. Кратовското благотворително братство издава жалейка, в която пише:
| „ | духът на верния син на Македония Славчо Абазов отлитна във вечността... Него, бореца за свободата познават и от последната колиба на Кратовско, Щипско, Кочанско и Паланечко. Защото навсякъде там той остави чутовни подвизи и примери на самоотвержен, безстрашен, храбър и героичен син на своя народ мъченик и спомена на човек с добра душа, благ характер и като гранит твърда воля... | “ |

Славчо Абазов има седем деца: Викенти (р. 1906) и Страхилка (р. май 1910) от първия си брак с Костадинка, разтрогнат преди Балканската война, а от съпругата си Кристина Лазарова по баща Печкова от Велес има пет момчета. Синът му Славчо Славчов Абазов (р. 1928) издава през 2011 година книгата „Войводата Славчо Абазов 1883 – 1928“.